# Château d'Arcine
Pour les articles homonymes, voir Château de Rumilly et Château de Cornillon.
Le château d'Arcine, originellement château de Rumilly-sous-Cornillon, est un ancien château fort, mentionné au XIIIe siècle, qui se dresse sur la commune de Saint-Pierre-en-Faucigny dans le département de la Haute-Savoie en région Auvergne-Rhône-Alpes. Il est le siège d'une seigneurie, puis d'une châtellenie.

## Nom
Son nom actuel provient du nom de propriétaires du XIXe siècle, les Collomb d'Arcine. Toutefois, les auteurs de l’Histoire des communes savoyardes (1980) considèrent que cet usage est impropre.
Son nom originel est en effet château de Rumilly, et il est dit Rumilly-sous-Cornillon (Remelier sub Cornillion), afin de le distinguer de Rumilly en Albanais. De fait, il se situe en dessous du château de Cornillon.

## Situation
Le château d'Arcine est situé dans le département français de la Haute-Savoie sur la commune Saint-Pierre-en-Faucigny, au sud-sud-ouest du bourg, à 550 mètres d'altitude, à l'entrée du débouché de la vallée du Borne qu'il protégeait,.
L'ensemble est bâti sur un plateau d'où l'on jouit d'une vue étendue sur la région environnante, la vallée de l'Arve, du mont Orchez jusqu'aux pentes du Salève et des Voirons. En dessous, on trouve l'étroite vallée du Borne.
Associé au château de Cornillon, il fermait l'accès à la vallée de la Borne, ainsi que la route secondaire reliant le Faucigny à Annecy, en passant par Thônes.

## Historique
Le château de Rumilly (-sous-Cornillon) a probablement été construit par les comtes de Genève au cours du XIIIe siècle afin de remplacer celui de Cornillon jugé d'accès trop difficile.
En 1210, il est cité dans la dot de Marguerite dite Béatrice de Genève lors de la signature du contrat d'union en 1196 avec le comte de Savoie Thomas Ier,.
Dans son testament le comte Amédée II de Genève désigne son fils Guillaume comme son successeur et précise que ces autres fils, Amédée et Hugues, hériteront des châteaux « de Varey, Mornex, Rumilly-sous-Cornillon, et Cornillon, pour le vidomnat des Bornes, pour les droits sur le marché de La Roche, et pour les terres et rentes qu'il possède en Vaud, le tout sous la condition qu'ils ne pourront aliéner ces châteaux et droits qu'en faveur des héritiers du comte »,.
Pierre de Genève le donne en 1395 en douaire à sa femme Marguerite de Joinville,. Cette dernière le vend en 1411 au duc Amédée VIII de Savoie.
Le château appartient à divers propriétaires jusqu'en 1528/1530 date à laquelle Pierre de La Forest, seigneur de La Barre, l'achète de Philippe de Savoie auprès duquel il avait été élevé en qualité de page.
Le château se transmet dès lors de père en fils et fut successivement la propriété de Charles de La Forest, Jean de La Forest, Georges de La Forest, Gilbert I de La Forest.
En mai 1733, le château, qui est la possession de Victor Amédée de La Forest, est vendu au général Pierre-François Muffat de Saint-Amour, un des lieutenants du prince Eugène, qui prend alors le titre de comte de Rumilly. Un de ses descendant, le général Jean-François Muffat de Saint-Amour le vend en 1807 au marquis de Planchamps (Planchaux) de Cluses. Son héritière, Eugénie-Françoise l'amène en dot au colonel Jean-François Collomb d'Arcine, d'où le nom actuel du château. Eugénie-Françoise de Planchamp meurt en 1881 et lègue le château à son neveu, Louis Rivérieulx de Chambost,. Ce dernier possède déjà le château voisin de Chuet,.
Cyrille d'Ennemond d'Aurémont de Coiffy de Fresnes, né en Russie en 1851, marié à Anne, née de Gavrilow, en 1855 à Saint-Pétersbourg, acquiert le château qui permet de créer un foyer d' « émigration russe » jusqu'en 1948. Noter qu'entre 1920 et 1939, le château d'Arcine va servir de plateforme aux agents du NKVD pour tenter de "rapatrier" des russes blancs. Il semble passer ensuite à une société immobilière.
Il est en 1981 acheté par la famille Hazelton, qui continue à y vivre.

## Description
La vieille demeure seigneuriale se compose d'une tour carrée haute de trois étages. Le rez-de-chaussée aurait servi de prison, accolé à un corps de logis massif. L'angle formé est occupé par une cour intérieure pleine de verdure. Les nombreux appartements prennent le jour par d'étroites fenêtres.
Sur le côté du donjon, un corps de logis d'un étage est associé au manoir.

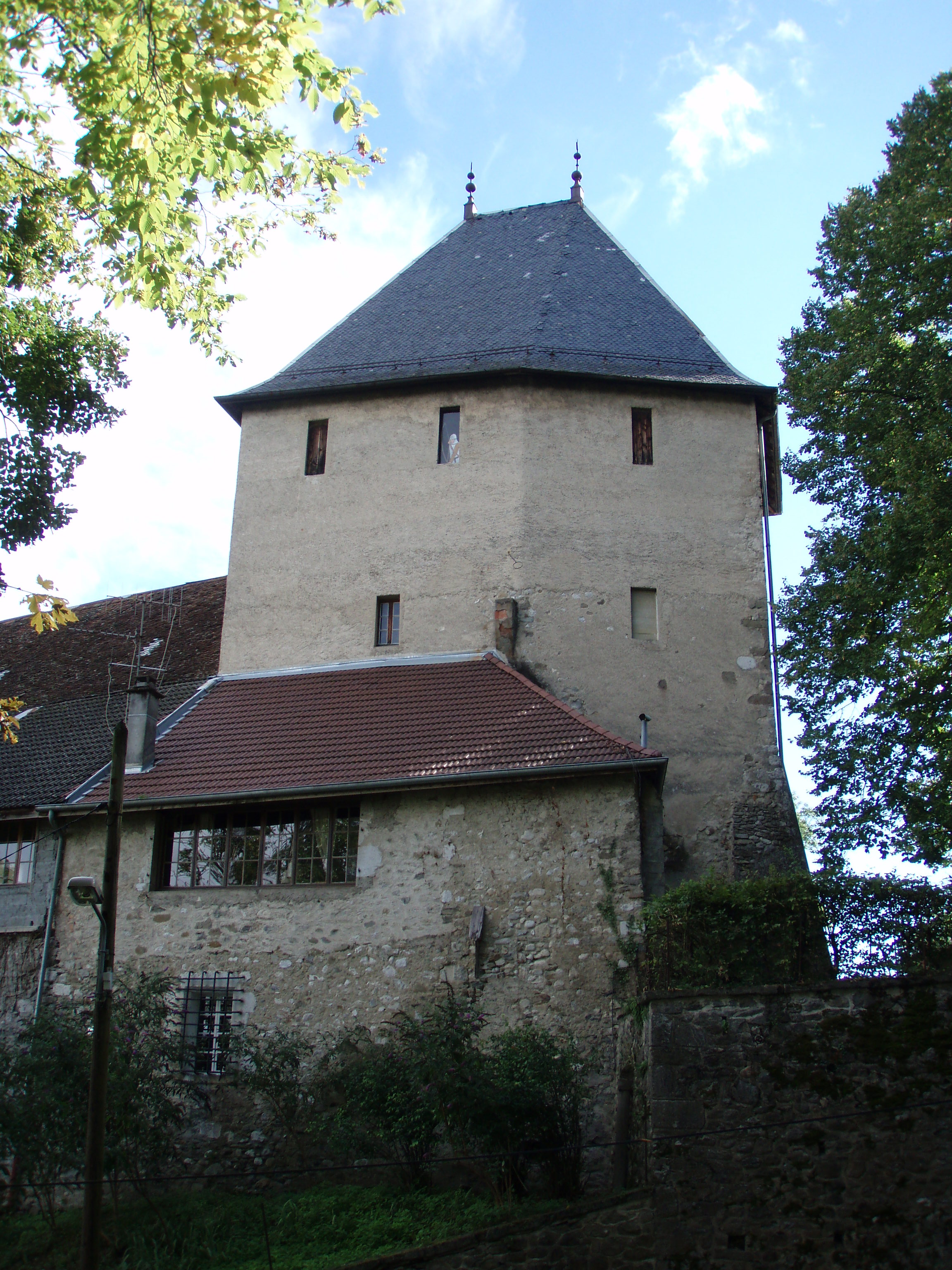
Château de Rumilly-sous-Cornillon
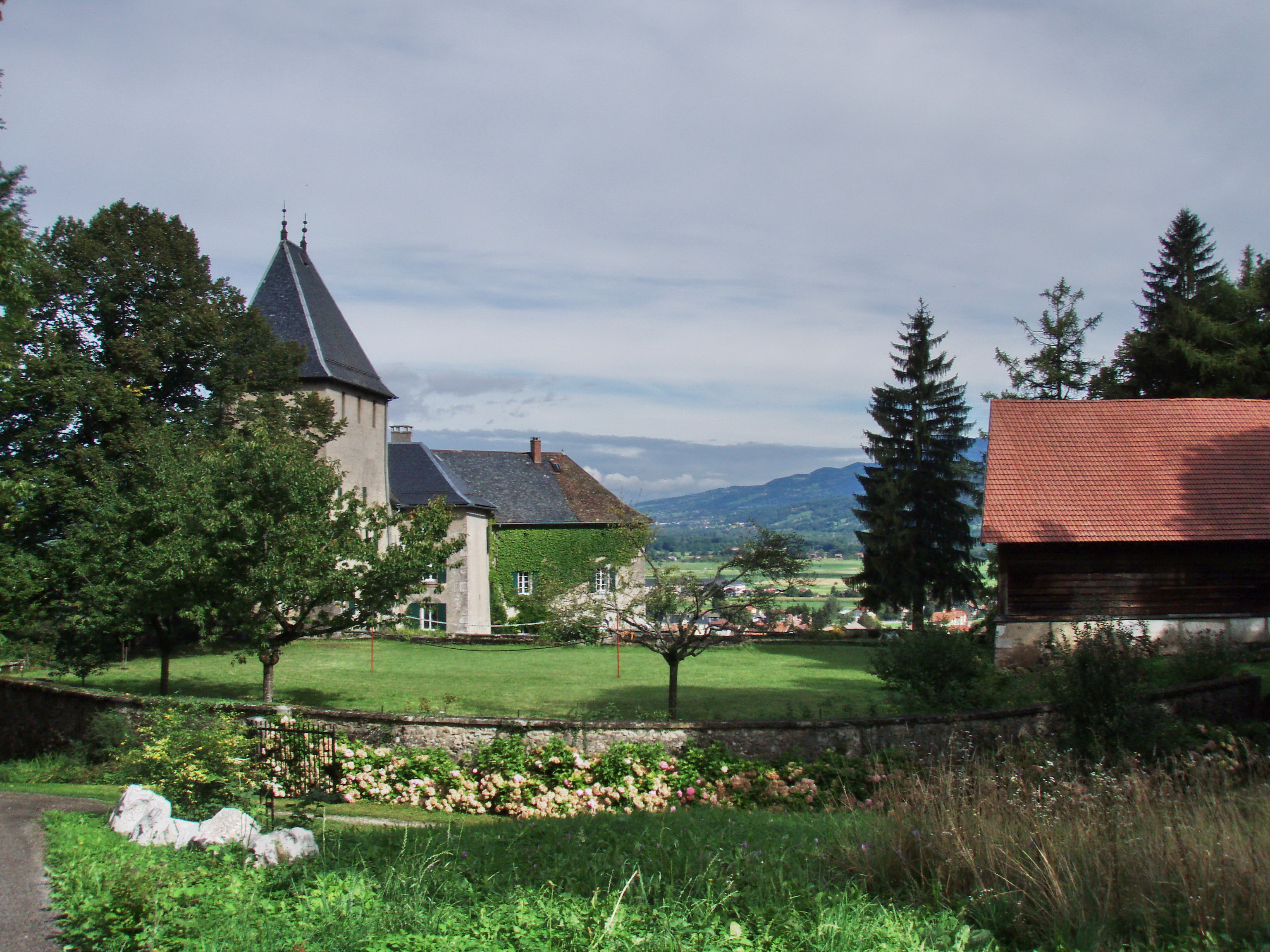
Château de Rumilly-sous-Cornillon

## Seigneurie de Rumilly-sous-Cornillon
Le château est un centre administratif. La seigneurie s'étend sur un territoire de près de 12 kilomètres carrés. Les seigneurs du château possèdent le pouvoir de haute, moyenne et basse Justice sur ce territoire.
Celui-ci était constitué des paroisses de Saint-Laurent avec les trois hameaux de Moussy, Sonnex et Credoz ; de Saint-Maurice-de-Rumilly et de Saint-Pierre-de-Rumilly avec les hameaux de Cornillon, des Tattes et des Lalliards ; les hameaux de Vozérier (commune d'Amancy) et Versgeroux ; la paroisse de Passerier et ses lieux-dits Bornettaz et Blansin.
Au cours du XIIIe siècle, le château et son bourg supplante celui de Cornillon.
Philippe de Savoie, duc de Nemours aliène en 1528 la seigneurie, qui relève du domaine ducal, pour 3000 écus d'or, à Pierre de la Forest,.
Au cours de la période 1536 à 1567, la partie nord du duché est toutefois occupée par les Bernois. Après 1567, les seigneurs de La Forest conservent un rôle judiciaire, et ils délèguent la fonction militaire à des fonctionnaires qui portent le titre de capitaine, commandant ou encore gouverneur de la fortification. Les descendants conservent la seigneurie jusqu'au XVIIIe siècle.

## Châtellenie de Rumilly-sous-Cornillon
Le château est donné en dot, en 1210, lors du mariage de Béatrix-Marguerite de Genève, fille du comte de Genève, Guillaume Ier, avec le comte Thomas Ier de Savoie. Il retourne ensuite dans les possessions de la maison de Genève. Il s’agit plus particulièrement d’une châtellenie comtale au XIVe siècle, relevant directement du comte de Genève.
Lors de l'acquisition du comté de Genève en 1401, le château est inféodé à la Savoie. Le comte Amédée VIII de Savoie entre en sa possession en 1411. Bien que relevant directement des comtes de Savoie, le château fut inféodé un châtelain. Dans le comté de Savoie, le châtelain est un « [officier], nommé pour une durée définie, révocable et amovible »,. Il est chargé de la gestion de la châtellenie, il perçoit les revenus fiscaux du domaine, et il s'occupe de l'entretien du château. Le châtelain est parfois aidé par un receveur des comptes, qui rédige « au net [...] le rapport annuellement rendu par le châtelain ou son lieutenant ».